# Berthe (fille de Lothaire II)
Pour les articles homonymes, voir Berthe.
Berthe, née vers 863 et décédée le 8 mars 925 à Lucques, est la fille de Lothaire II de Lotharingie et de sa deuxième femme, Waldrade, excommuniée par le pape Nicolas Ier pour concubinage.
Elle épouse d'abord Théobald d'Arles, comte d'Arles, puis Adalbert, marquis de Toscane et meurt en 925. À la mort d'Adalbert, en 915, son fils Guy devient comte puis duc de Lucques et margrave de Toscane, sous la régence de Berthe jusqu'en 916.

## Biographie
Au moment de sa naissance, son père, Lothaire II, a tenu deux conciles à Aix-la-Chapelle qui devaient avoir des conséquences importantes sur la vie de l'enfant : le premier lui permet de faire condamner et répudier, d'après la Chronica Albrici Monachi Trium Fontium, son épouse Téoberge (ou Teutberge, décédée avant le 25 novembre 875), l'éloignant de la cour et la remplaçant par sa maîtresse, Waldrade ; grâce au second, il obtient l'annulation de son premier mariage et l'approbation du second. Selon l'Herimanni Augiensis Chronicon, cette union est célébrée la même année (862) que la dissolution du lien avec Teutberge, avec l'appui de l'évêque de Trêves, Thietgaud (Dietgold), et de l'archevêque de Cologne, Gunther, respectivement frère et oncle de Waldrade.
L'année de la naissance de Berthe (863), le pape Nicolas convoque à Metz un synode d'évêques francs, au cours duquel est confirmée la validité du mariage entre Lothaire et Waldrade, sur la base d'une union entre les deux qui aurait été célébrée avant celui de Lothaire avec Teutberge.
Mais l'abbé Hubert, frère de Teutberge intervient auprès du pape, qui, informé de ce qui s'est passé au cours du synode, déjuge ses légats et annule les décisions prises à Metz. Lothaire, abandonné de tous, en appelle au pape et déclare se soumettre à toute décision le concernant.
Teutberge, qui s'est entretemps réfugiée à l'abbaye d'Avenay sous la protection de l'oncle de son mari, Charles II le Chauve, roi de Francie occidentale, revient en Lotharingie accompagnée du légat du pape, Arsène, et est investie des insignes de la royauté, tandis que Waldrade, dont les noces ont été annulées, est contrainte de partir pour Rome avec Arsène pour se disculper aux yeux du pape.
Toutefois, à son arrivée à Pavie, Waldrade parvient à tromper la surveillance du légat et retourne en Lotharingie, où, selon le Folcuini Gesta Abbatum Lobiensium, elle apprend son excommunication et celle de Lothaire, en 865. Berthe, son frère Hugues et leurs sœurs Gisèle et Ermengarde sont déclarés bâtards.
À la mort de son père de paludisme, le 8 août 869, près de Plaisance, alors qu'il revient de Rome où il a tenté de défendre la cause de son mariage auprès du pape Adrien II, elle perd tout droit à la succession paternelle au profit du frère de son père, l'empereur Louis II. Mais ses grands-oncles, le roi des Francs d'Orient, Louis le Germanique, et le roi des Francs d'Occident, Charles le Chauve, s'emparent des territoires de leur neveu et l'année suivante, le partage est consolidé par le traité de Meerssen.
Son frère Hugues, qui a été privé du duché d'Alsace, devient prétendant au trône de Lotharingie et pendant 15 ans, tente de récupérer son duché, tandis que la petite Berthe, déjà orpheline de mère à la mort de son père, grandissant au milieu des difficultés, devient courageuse et combative.
Les chroniques la décrivent comme extrêmement belle et ambitieuse.
Son premier mariage avec le comte d'Arles, le bosonide Théobald (850-895), a lieu en 879 ou 880. Il est le fils de l'abbé laïc de l'abbaye de Saint-Maurice en Valais, Hucbert du Valais, irréductible adversaire de son père et de sa mère en tant que frère de Teutberge.
Berthe, par ambition, encourage fréquemment son mari à la guerre : immédiatement après le mariage, Théobald appuie la rébellion de son beau-frère Hugues contre le nouveau roi de Franconie occidentale, Louis III, qui les bat une première fois en 880, en s'alliant avec son frère le roi d'Aquitaine, Carloman II, et leur cousin, le roi d'Alémanie, récemment élu roi d'Italie et futur empereur, Charles le Gros. Une nouvelle défaite leur est infligée par les troupes d'Henri de Franconie, flanqué d'Adalard le Sénéchal.
Restée veuve entre 887 et 895, Berthe épouse en secondes noces entre 895 et 898 le marquis de Toscane, Adalbert II le Riche, fils d'Adalbert Ier et de Richilde de Spolète.
Elle se mêle des affaires italiennes et pousse son mari à organiser la fronde contre le roi d'Italie, Bérenger Ier, en faveur du roi de Provence, Louis l'Aveugle (900), un autre descendant de Lothaire Ier, qu'elle fait couronner roi d'Italie, puis empereur. Après la triste expérience avec Louis III, veuve pour la seconde fois (915), elle tente en vain en 920 de placer sur le trône d'Italie son fils aîné, Hugues d'Arles. Elle ne vit jamais aboutir son projet, qui se réalise an après sa mort le 8 mars 925 à Lucques, notamment grâce à la volonté farouche de la demi-sœur de Hugues, Ermengarde de Toscane, veuve du marquis d'Ivrée, Adalbert Ier.
Berthe est enterrée dans la cathédrale Saint-Martin de Lucques, où il est possible aujourd'hui encore de lire son épitaphe.

## Relation épistolaire avec le calife al-Muktafi
Berthe est également connue pour sa curieuse correspondance avec le calife al-Muktafi en 906, dans laquelle elle se décrit avec une certaine arrogance comme « reine des Francs. Ces lettres sont intéressantes dans la mesure où elle semble avoir une faible connaissance de la politique ou de la culture du califat de Bagdad. Elle recherchait alors une alliance matrimoniale entre elle et l'émir de Sicile, ignorant qu'al-Mukfati n'avait que peu d'influence sur la colonie aghlabide en Sicile. De plus, la lettre a été écrite dans une langue inconnue des traducteurs du calife et les cadeaux qui l'accompagnaient (parmi lesquels un manteau de laine multicolore), qui indiquait sans doute des largesses de la part de Berthe, n'auraient probablement pas impressionné al-Muktafi au-delà de leur valeur de nouveauté.

## Descendance
Berthe eut 7 enfants de ses deux unions. De la première, avec Théobald d'Arles, elle eut :
- Hugues (885 † 947), comte d'Arles, roi d'Italie ;
- Boson (885 † 936), dit aussi Boson VI de Provence ;
- Teutberge d'Arles (890 † 948), qui épousa Garnier vicomte de Sens ;
- une fille († après 924).

De la deuxième, avec Adalbert II le Riche, elle eut :
- Guy († 929), marquis de Toscane ;
- Lambert († après 938), marquis de Toscane ;
- Ermengarde († 932), qui épousa Adalbert Ier marquis d'Ivrée.

## Autres sources
Cet article comprend des extraits du Dictionnaire Bouillet. Il est possible de supprimer cette indication, si le texte reflète le savoir actuel sur ce thème, si les sources sont citées, s'il satisfait aux exigences linguistiques actuelles et s'il ne contient pas de propos qui vont à l'encontre des règles de neutralité de Wikipédia.